# Treibanker

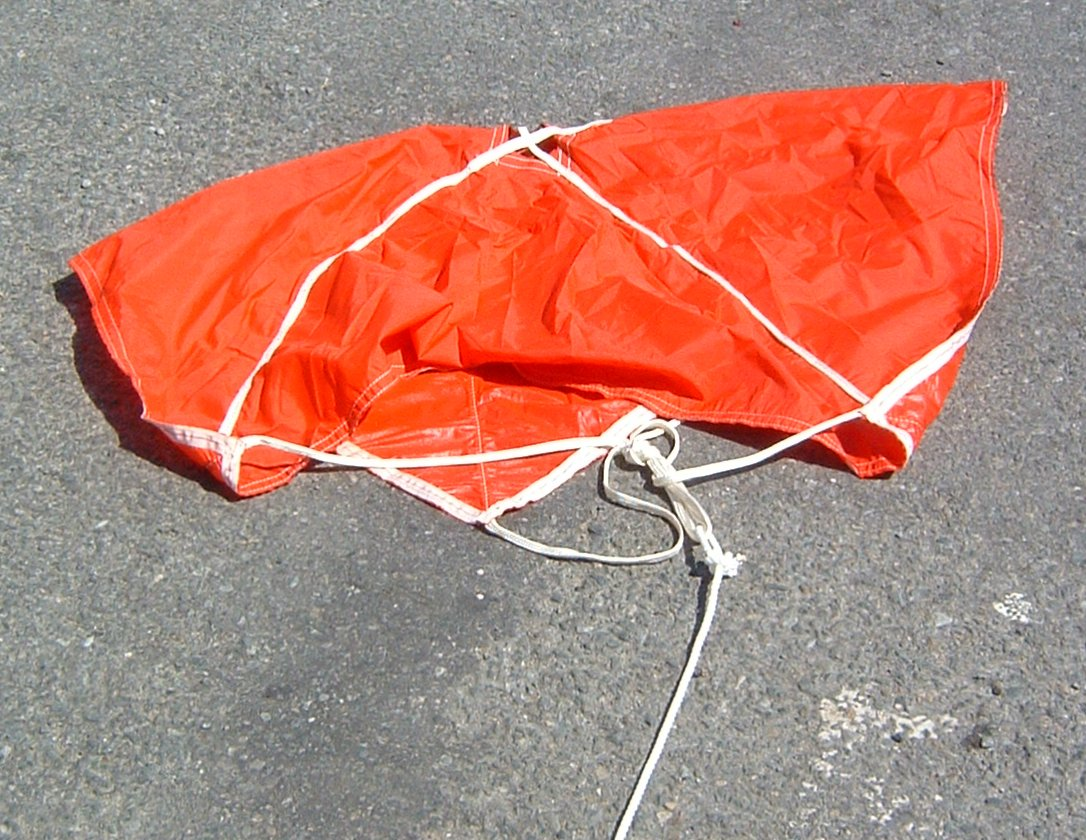
Ein einfacher Treibanker

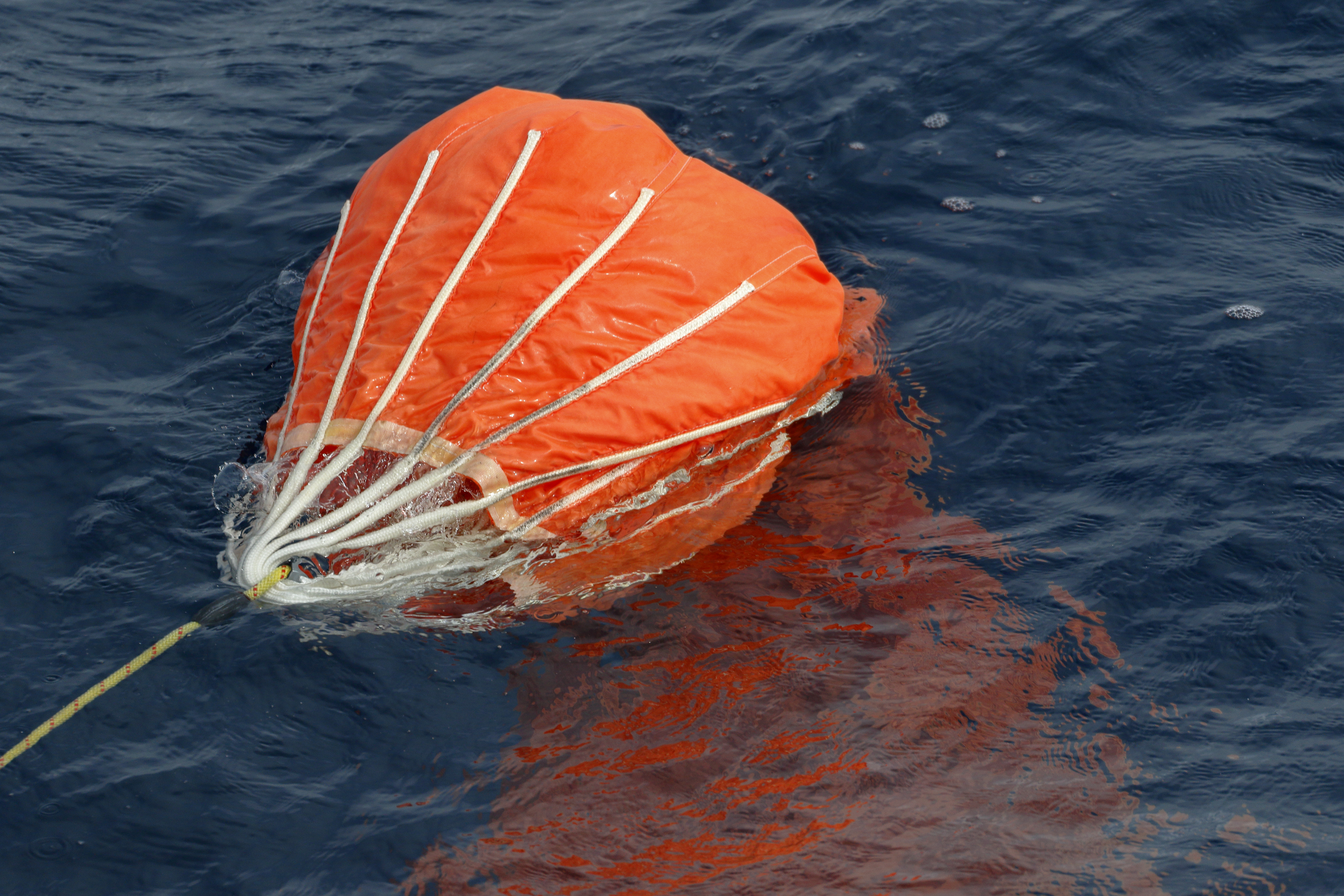
Treibanker im Wasser

Treibanker oder Seeanker – historisch auch Lenzsack genannt – werden auf Yachten bei schwerer See eingesetzt. Es sind fallschirmartige Konstruktionen, die im tiefen Wasser dazu dienen, Bug oder Heck gegen den Wind zu halten und so zu verhindern, dass das Boot quer zu den Wellen zu liegen kommt und von diesen zum Kentern gebracht wird. Treibanker dienen daher dem Abwettern.
Eine andere Nutzungsmöglichkeit ist das Spannen von Seilen im Canyoning. Freizeitangler nutzen das Prinzip des Treibankers, um die Drift des Bootes während des Angelns zu verzögern. Auf diese Weise können erfolgversprechende Bereiche länger beangelt werden. Der hierfür zum Einsatz kommende Treibanker wird von Anglern als „Driftsack“ bezeichnet.

## Motivation für den Einsatz eines Treib- oder Seeankers

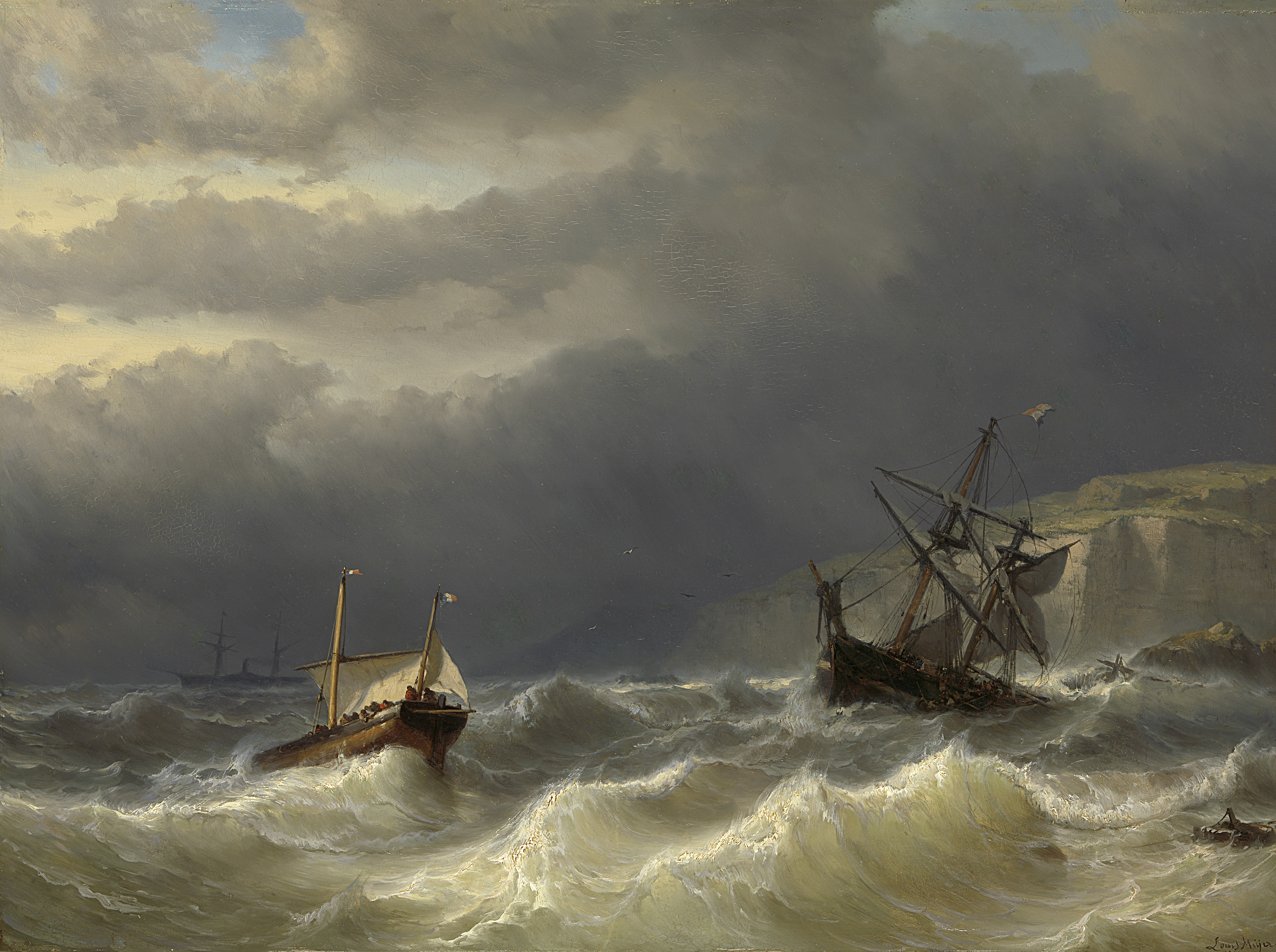
Segelboote mit minimaler Besegelung im Sturm

Alle Yachten mit einer CE-Seetauglichkeitseinstufung der Kategorie A sind für die offene See gebaut und daher so konstruiert, dass sie schweres Wetter aushalten. Dies ist nötig, da eine Fahrt potentiell länger dauert als die Wetterprognose reicht. Dennoch können sich ab einer bestimmten Windstärke Wellenhöhen aufbauen, in denen ein Schiff vor der Welle so stark beschleunigt wird, dass ein Querschlagen im Wellental droht. Auf diese Weise kann es von der nächsten Welle seitlich überrollt und zum Durchkentern gebracht werden. Wird zudem die Rumpfgeschwindigkeit überschritten, drohen auch strukturelle Schäden am Schiff, zum Beispiel ein in dieser Situation katastrophaler Bruch des Ruderblattes. Selbst eine Sturmbesegelung oder der Verzicht auf jedes Segel kann diese überhöhten Geschwindigkeiten nicht immer zuverlässig verhindern. Ein Treibanker kann in einer solchen Situation einerseits die Geschwindigkeit reduzieren und andererseits die Lage des Rumpfes zur Wellenfront stabilisieren, so dass der Sturm dank der robusten Schiffskonstruktion abgewettert werden kann.

## Terminologie
Historisch sind die Begriffe Treibanker und Seeanker austauschbar, inzwischen hat man sich jedoch darauf geeinigt, über den Bug ausgebrachte Anker als Seeanker oder Para-Anker zu bezeichnen, über das Heck ausgebrachte Anker nennt man dagegen Treibanker. Erstere sollen die Yacht möglichst ruhig mit dem Bug im Wind an Ort und Stelle halten, letztere dienen dazu, die Fahrt vor dem Wind auf ein vernünftiges Maß zu reduzieren.

## Einsatz
Treibanker oder Seeanker werden eingesetzt, wenn der Seegang über ein für das Schiff erträgliches Maß hinausgeht und die Gefahr besteht, dass brechende Wellen das Schiff zum Kentern bringen können. Für alle seegängigen Schiffe geht die echte Gefahr bei schwerem Wetter von den Wellen aus und nicht direkt vom Wind, denn der Wind kann ein Schiff zwar flach aufs Wasser drücken, aber nie darüber hinaus. In der Praxis werden Treib- oder Seeanker bei Windstärken jenseits von 7 oder 8 Beaufort eingesetzt. Sie sorgen dafür, dass das Schiff immer mit Bug oder Heck zu den Wellen zeigt und so eine möglichst geringe Angriffsfläche für die Wassermassen bildet. Diese Taktik bietet die größte Wahrscheinlichkeit, den Sturm unbeschadet zu überstehen.

### Seeanker
Fallschirm- oder Para-Seeanker wurden regelmäßig seit den 1960er-Jahren von verschiedenen Hochseeseglern mit Erfolg eingesetzt. Zu den ersten Seeankern gehörten Bu-Ord-Fallschirme, ausgediente Fallschirme der US-Armee, die in Kalifornien günstig erworben werden konnten.
Seeanker eignen sich insbesondere für Boote, die nicht gut beidrehen können oder sehr leicht sind und von den Wellen zu sehr beeinflusst werden, wenn sie gegen viel Wind aufzukreuzen versuchen. Andere Boote, insbesondere Langkieler, können so gut beidrehen, dass ein Seeanker kaum zusätzliche Sicherheit bietet. Alternativ zum Seeanker besteht auch die Möglichkeit, gegen die See zu motoren, dies ist aber für den Rudergänger sehr anspruchsvoll, kann wegen starker Rollbewegungen die Maschine stark belasten und ist auch nicht beliebig lange möglich, denn der Treibstoffvorrat besonders von Segelyachten ist begrenzt.
Seeanker sollten einen Durchmesser von mindestens 35 % der Schiffslänge aufweisen, um effektiv zu sein. Je kursstabiler die Schiffe sind, umso größer müssen sie sein. Man kann die Fläche auch durch Hintereinanderbinden mehrerer Schirme vergrößern. Zu groß dürfen sie hingegen auch nicht sein, denn dann lassen sie sich kaum noch ausbringen oder einholen und die benötigten Trossen und Belegklampen am Schiff überschreiten die sinnvollen Dimensionen.

Schematischer Seeanker:
1) Seeanker; 2) Verbindungsleine;
3) Trippleine zum Bergen des Ankers

Seeanker werden an langen Leinen vom Bug des Schiffes ins Wasser gelassen. Die Leine sollte mindestens 50 Meter lang sein, auf dem offenen Ozean idealerweise sogar 130 Meter und mehr. Dies entspricht der Wellenlänge großer Wellen auf See. Die optimale Länge hängt von verschiedenen Faktoren ab, darunter auch der Konstruktion des Schiffs. So lange Leinen sind – besonders in nassem Zustand – schwer zu handhaben und teuer. Zwischen der Verbindungsleine und dem eigentlichen Anker kann noch ein Kettenstück geschäkelt werden, damit das zusätzliche Gewicht ein Aufschwimmen des Ankers verhindert. Der Anker sollte immer deutlich unter Wasser bleiben, wo er von Wellen und Gischt unbeeinflusst bleibt.
Am entfernten Ende des Ankers befindet sich ein sogenanntes Bojenreep, eine schwere Leine, die das Ende unter Wasser hält. Oben ist ein Schwimmkörper, z. B. ein Fender angebracht. Mittels einer weiteren Leine, der sogenannten Trippleine, die am ersten Schwimmkörper angebracht wird, kann der Anker einfacher geborgen werden. Mittels der Schwimmkörper kann man die Position des Ankers im Seegang ausmachen.
Beim Ausbringen des Ankers und beim Festmachen des Trossenendes am Schiff muss man darauf achten, dass die Leine nicht am Bug durchscheuert. Durch das in den Wellen stark arbeitende Schiff könnte die Leine sonst in kürzester Zeit reißen und der Seeanker samt Trosse in den Fluten versinken. Schlauchstücke über der Leine oder zusätzliche Leinen zum Verteilen der Kraft auf mehrere Anschlagpunkte können dem entgegenwirken. Letzteres vermeidet auch, dass die Klampen am Schiff überlastet werden und ausreißen.

### Treibanker
Das System des Treibankers ist schon lange bekannt. Schon früh wurden verschiedene Gegenstände nachgeschleppt, um bei nachlaufender See – also wenn das Schiff vor dem Wind fährt – die Geschwindigkeit auf ein sicheres Maß zu reduzieren. Im einfachsten Fall schleppt man eine möglichst lange Trosse hinter dem Boot her. Es ist auch möglich, den eigentlichen Anker mit Kette als Treibanker zu verwenden. Durch den steilen Winkel wird viel Widerstand erzeugt. Diese Methode funktioniert aber nur bei ausreichend großer Wassertiefe und das Wiedereinholen könnte schwierig werden.
Auch zum Ausbringen von Treibankern braucht man sehr lange Leinen, denn der Anker sollte sich etwa eine Wellenlänge hinter dem Schiff befinden. Auf dem offenen Ozean beträgt die Wellenlänge etwa 120 Meter. Einige Meter Kette oder ein Zusatzgewicht sind auch beim Treibanker möglicherweise hilfreich, um ihn unter Wasser zu halten. Darüber gibt es aber widersprüchliche Berichte und es wird in jedem Fall empfohlen, die Ausrüstung bei mäßigen Bedingungen zu testen, bevor der Ernstfall eintritt, wenn jeder Handgriff große Anstrengung benötigt und die Arbeit an Deck zur echten Gefahr wird.
Durch den Einsatz eines Treibankers soll das Boot so stark verlangsamt werden, dass es nicht in den Wellen querschlägt (wodurch es für brechende Wellen angreifbar wird), aber auch nicht so stark, dass es nicht mehr steuerbar ist, denn dann würde es von den Wellen auch beliebig herumgeworfen.
Treibanker gibt es in verschiedenen Varianten zu kaufen. Neben der bereits erwähnten einfachen Leine gibt es etwa sogenannte Reihen-Treibanker mit vielen kleinen Kegeln auf einer etwa 100 Meter langen Leine. Diese haben den Vorteil, dass sie immer unter Zug bleiben, da sie aufgrund ihrer Länge nie von einer einzelnen Welle beeinflusst werden. Mit dem zugehörigen Ballastgewicht von alleine über 20 Kilogramm sind sie aber sehr schwer und mühsam zu verstauen. Galerider oder Seabreak sind Modelle, die sehr kompakt und sack- und trichterförmig sind. Kegel-Treibanker sind ebenfalls käuflich zu erwerben und erzielen ähnlich gute Ergebnisse. Bei Tests erstaunlich gut schlug sich auch eine an den drei Ecken ausgebrachte Genua, allerdings nur, wenn die Verbindungsleinen lang genug sind und sie sich öffnen kann.
Am effektivsten in Bezug auf die erreichte Geschwindigkeitsreduktion zeigte sich der Bu-Ord-Fallschirm. Er bremste allerdings so gut, dass er eher als Seeanker in Betracht kommt, denn das Schiff war kaum mehr zu steuern.

## Zusammenfassung
Treibanker oder Seeanker sind eine sinnvolle Zusatzausrüstung für Boote, die auf die offene See hinausfahren und mit Schwerwetter rechnen müssen. Zusammen mit einer Selbststeueranlage können sie der Crew die nötige Ruhezeit bringen und das Schiff mit Bug oder Heck zu den anrollenden Wellen halten und so schwere Schäden oder eine Kenterung vermeiden.

## Verwendung beim Canyoning
Beim Canyoning wird ein Treibanker verwendet, um gefährliche Strömungen zu überwinden. Das durch den Anker gespannte Seil wird beim Abseilen als Führung verwendet, um zum Beispiel nicht vom Rückstrom eines Wasserfalls erfasst zu werden.